# Bulbul terrestre
El bulbul terrestre (Phyllastrephus terrestris) és una espècie d'ocell de la família dels picnonòtids (Pycnonotidae). Es troba a Angola, Botswana, República Democràtica del Congo, Eswatini, Kenya, Malawi, Moçambic, Namíbia, Somàlia, Sud-àfrica, Tanzània, Zàmbia i Zimbàbue. Els seus hàbitats principals són els boscos tropicals i subtropicals de frondoses humits de les terres baixes i de l'estatge montà, els matollars humids tropicals i subtropicals, les zones riberenques i les terres llaurades. El seu estat de conservació es considera de risc mínim.